# Panoramawagen (Schweiz, Schmalspur)
Als Panoramawagen werden in der Schweiz Reisezugwagen der Eisenbahn bezeichnet, deren Fenster bis in den Dachbereich hineingehen und die deshalb eine besonders gute Sicht auf das Panorama der Schweizer Alpen erlauben. Sie sind in gewissem Sinne vergleichbar mit den Aussichtswagen des Rheingold oder den amerikanischen Dome Cars. Währenddem auf normalspurigen Strecken nur die zwölf Panoramawagen der SBB verkehren, sind auf den Schmalspurbahnen inzwischen verschiedene Bauarten unterwegs. Nachstehend findet sich eine Beschreibung jeder Bauart, in der chronologischen Reihenfolge ihrer Entstehung.

## Wagen für den Panoramic-Express der MOB

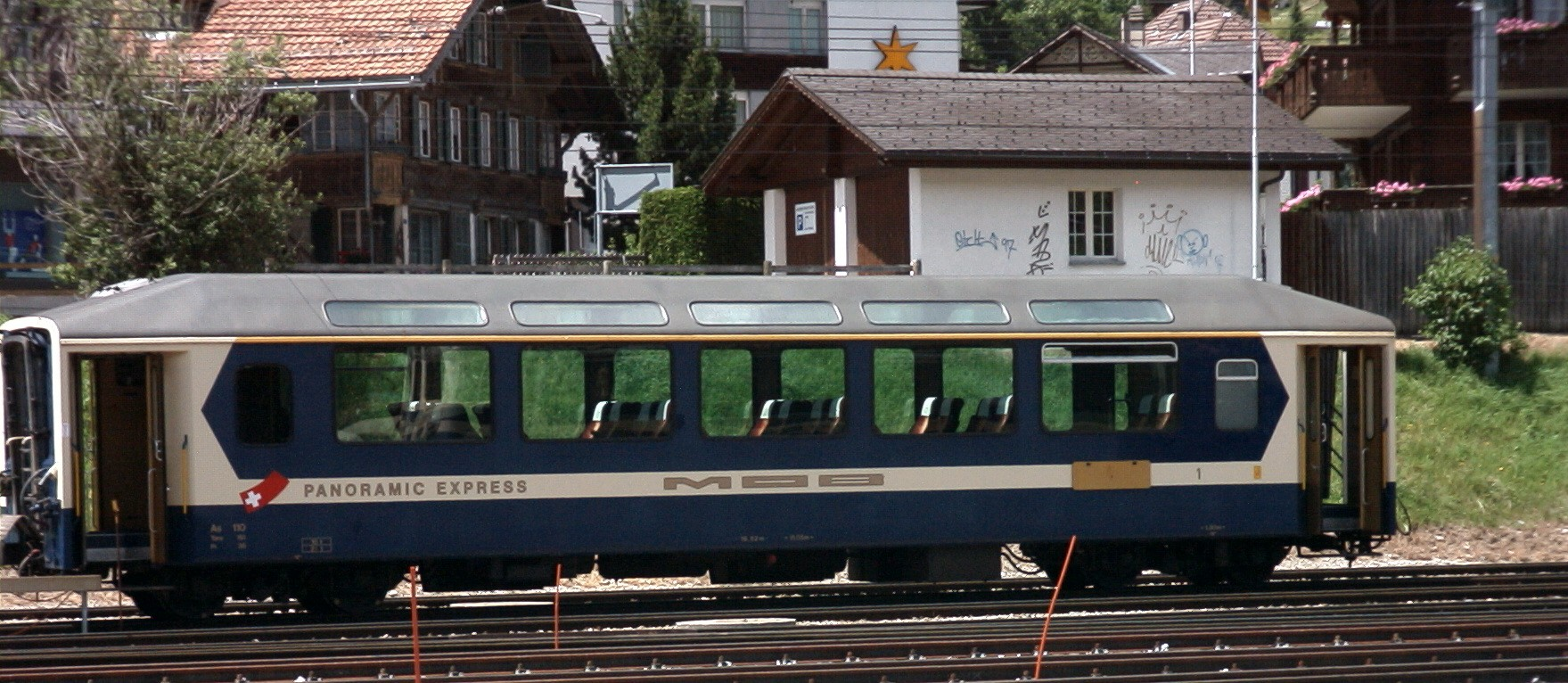
Der allererste Panoramawagen As 110 von 1976, noch bis 2008 im ursprünglichen Anstrich, abgestellt in Zweisimmen, 25. Juni 2004

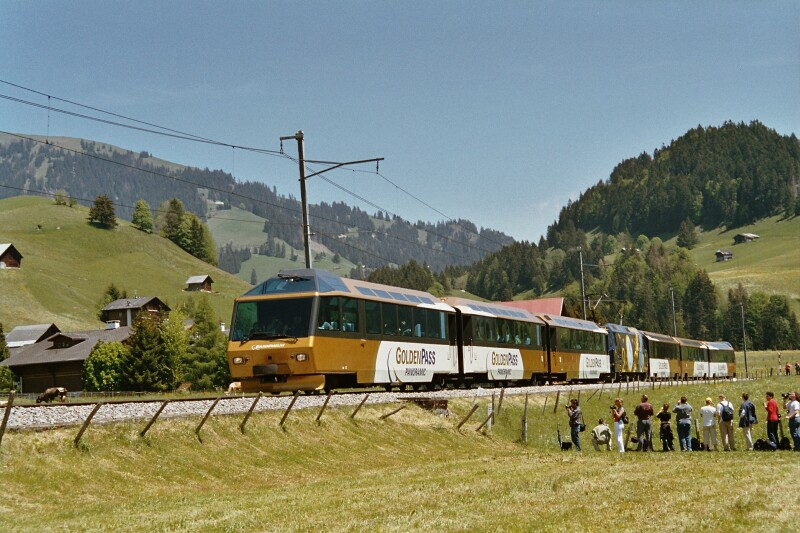
Aktueller GoldenPass Panoramic Express: Seite Montreux (vorne) ex Superpanoramic, Seite Zweisimmen ex CrystalPanoramic

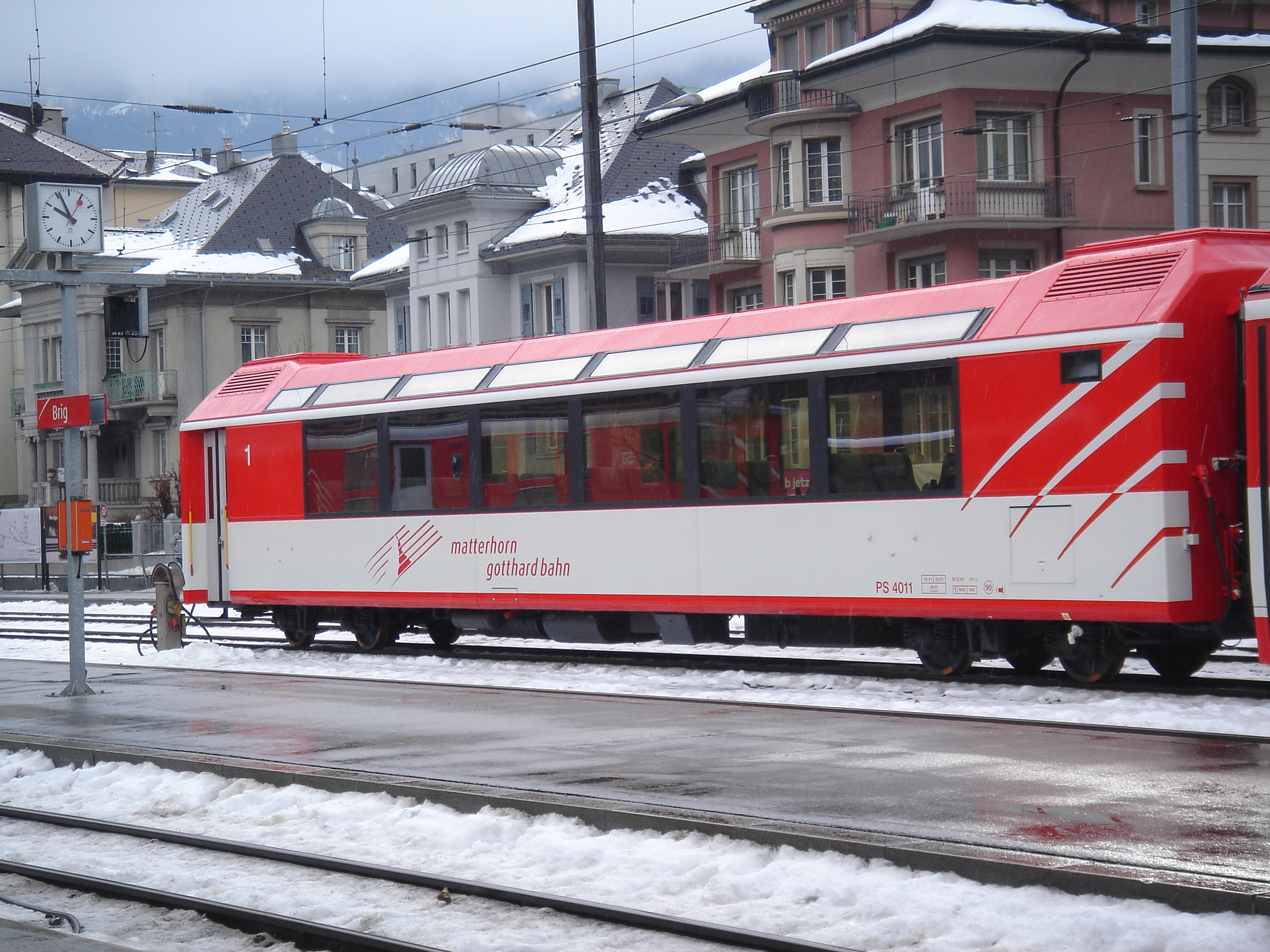
MGB PS 4011 abgestellt in Brig, 12. Februar 2005

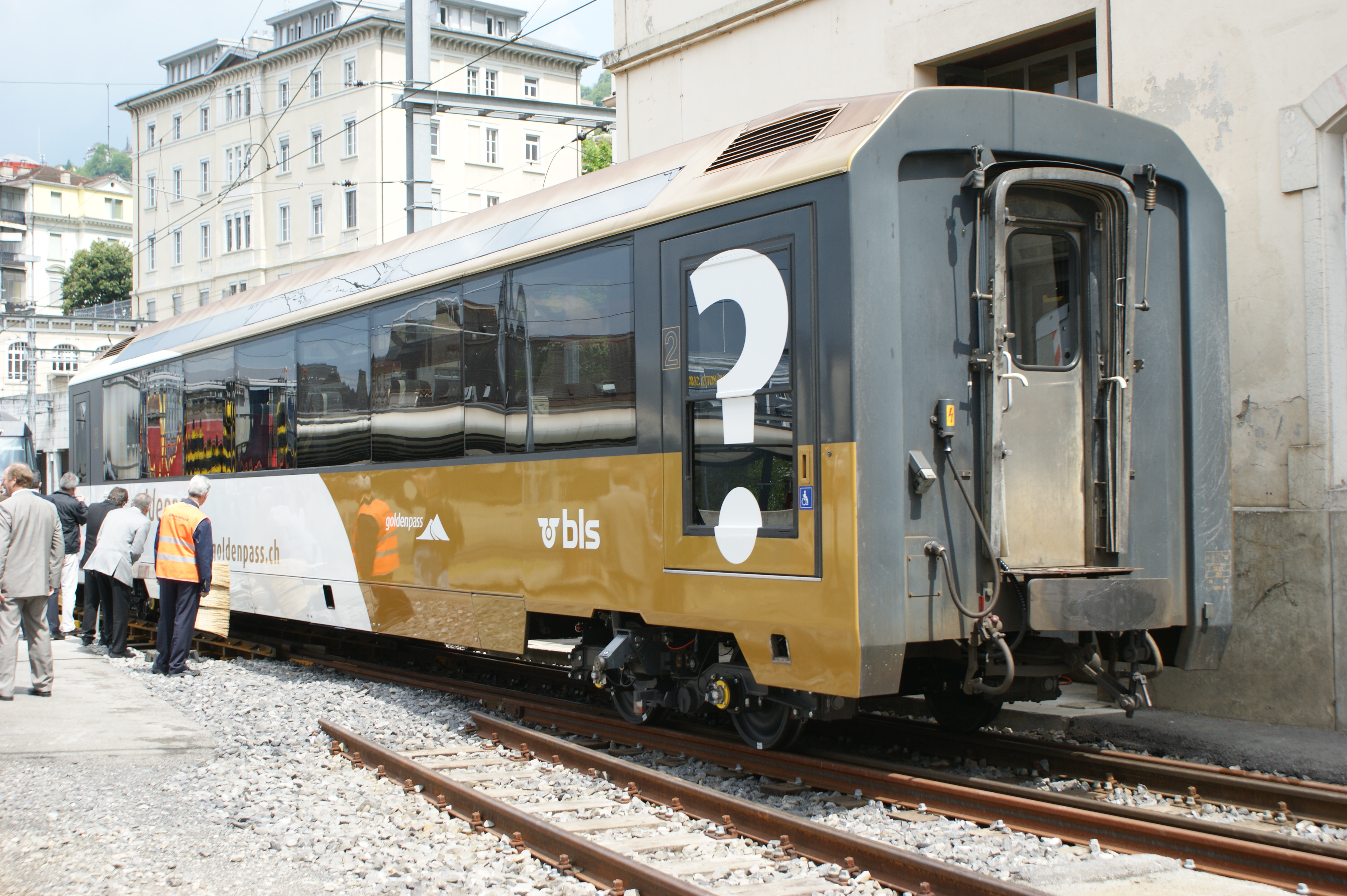
MOB BDs 220 hat die Versuchs-Umspuranlage in Montreux durchfahren und steht jetzt auf Normalspur, 18. Mai 2010

1976 erschien bei der MOB der erste Wagen, «voiture panoramique» As 110, der auf dem Untergestell eines alten Holzkastenwagens (AB 92, SIG 1924) mitsamt den (erst 1962 untergesetzten) SIG-Torsionsstab-Drehgestellen aufgebaut worden war. Die Einstiegspartien gleichen den Einheitswagen, aber die äussere Form des Wagens ist kantiger, die mit Fenstern versehene Dachschräge läuft mit ca. 45° hinauf zu einem ziemlich flachen Dach. Der Wagenboden ist etwas erhöht, von der Einstiegsplattform führen zwei Stufen hinauf in den Passagierraum. Die Sitze beim Prototypwagen waren anfänglich als reine Reihenbestuhlung ausgeführt, so dass man immer auf der linken Seite vorwärts fuhr. Trotz 1. Wagenklasse wurden 4 Sitze in der Breite eingebaut. Anfänglich kam der Wagen zusammen mit den beiden noch vorhandenen alten Pullmanwagen (Ar 101 und As 102) zum Einsatz.
1979 erschienen drei weitere Wagen, darunter zwei Wagen 2. Klasse. Mit dem nun vorhandenen Vierwagenzug war die maximale Anhängelast der damals verfügbaren Triebfahrzeuge (ABDe 8/8 4000 oder zwei BDe 4/4 3000 in Vielfachsteuerung) erreicht. 1982 erschienen vier weitere Wagen für eine zweite Zugskomposition und 1983 wurden noch einmal zwei Wagen geliefert, da die in diesem Jahr abgelieferten Lokomotiven (GDe 4/4 6000) fünf solcher Wagen befördern konnten. Vorhanden waren jetzt
- 4 Wagen 1. Kl. As 110–112 und 114
- 6 Wagen 2. Kl. Bs 220–225, wovon einer mit Barabteil, Brs 223

Mit 18 bis 20 t waren diese klimatisierten Wagen relativ schwer geworden. Die FFA-Einheitswagen I in Leichtstahlausführung von 1964 wogen nur rund 16 t, die 1979–80 abgelieferten SIG-Einheitswagen II in Leichtmetallausführung brachten noch etwa 14 t auf die Waage. Für Gebirgsbahnen sind diese Gewichtsunterschiede relevant.
Als nächste Innovation kamen 1985/86 zwei «Superpanoramic»-Steuerwagen (Ast 116–117) in Betrieb, in denen 8 Plätze hinter der Frontscheibe für die Reisenden reserviert waren, der Lokführer sass ein halbes Stockwerk höher und schaute über das obere Spitzensignal hinweg auf die Strecke. Ein Barwagen (Ars 115) und der erste Panoramawagen (As 110) ergänzten die Komposition, in deren Mitte zwei Triebwagen mit Baujahr 1944/46 fuhren (in der Regel BDe 4/4 3005 und 3006).
Abgeschlossen wurde die Beschaffung dieses Wagentyps mit je zwei Wagen beider Wagenklassen (Bs 226–227, 1989–90 und As 118–119, 1993). Diese Wagen wurden auf neuen SIG-90-Drehgestellen ausgeliefert und sie erhielten einen neuen, leistungsfähigeren Klimaanlagentyp von BBC, erkenntlich an den Lüftungsgittern über den Einstiegen.
Ausser den 17 Wagen für die MOB wurden 1986–1988 auch vier Wagen an die Furka-Oberalp-Bahn geliefert. Diese erhielten nur einen Einstieg und waren zunächst als Wagen 2. Klasse (BS 4211–4214) in den Einsatz gegangen. 1988 wurden sie zu Erstklasswagen (AS 4011–4014) und 1994 zu Spezialwagen für Reisegruppen (PS 4011–4014). Im neuen Glacier-Express-Konzept ab 2006 werden sie wieder als Zweitklasswagen eingesetzt. Nach Lieferung weiterer Panoramawagen von Stadler sind sie ab 2009 nur noch als Reservewagen vorgesehen.
Umfangreiche Umbauten sind auch bei der MOB vorgenommen worden. Anfänglich ging es darum, Barwagen für jede Komposition zu haben. Später wurden die Sitze statt in Reihenbestuhlung zu vis-à-vis umgruppiert. Schliesslich wurden verschiedene Wagen verlängert, drei erhielten einen Rollstuhllift und sind als BDs bezeichnet.
Hatten die zuerst gebauten Erstklasswagen (As 110–114) noch einen Drehzapfenabstand von 11.055 m, erreichte er bei den Zweitklasswagen und den später gelieferten Wagen 11.355 m. Bei den sechs verlängerten Wagen (As 111, 112, 114 und BDs 220, 124, 125) wurde dann auf das Mass der Bredawagen gegangen, nämlich 12.830 m.
In den 1990er Jahren wurde der Superpanoramic-Express durch den ursprünglich nachtblu-crème-farbigen CrystalPanoramicExpress von Breda (siehe weiter unten) ersetzt. Dieser Zug hatte ebenfalls Front- und Hecksitzplätze, aber eine runde Schnauze.
Die Superpanoramic-Komposition wurde umgebaut und auch mit 2. Klasse ausgestattet. Ab dem Jahr 2000 wurden dann unter Einbezug aller verfügbarer Wagen neue Zugskompositionen gebildet (siehe unten).
Im Jahre 2010 wurde der MOB BDs 220 mit neu entwickelten Umspurdrehgestellen Typ EV09 versehen, die es in Zukunft erlauben sollen, direkte Züge Montreux–Interlaken zu führen. Drehgestell und Umspuranlagen wurden seit 2010 in der Praxis erprobt. Der Umbau des Bahnhofs Zweisimmen wurde 2015 bewilligt. Da die Spurwechselzüge aus Lastgründen gegenüber ursprünglichen Planungen auf fünf Wagen verkürzt werden müssen, wird auf den geplanten Umbau weiterer R+J-Wagen verzichtet; neben 19 neuen Wagen von Stadler werden vier Wagen mit Niederflurteil Bs 231 bis 234 mit den weiterentwickelten Drehgestellen EV18 umgerüstet.

## Gemeinschaftsbestellung FO/BVZ/MOB bei Breda

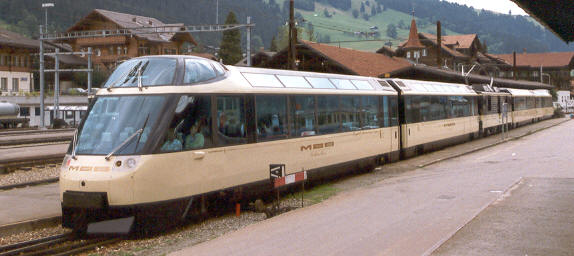
CrystalPanoramicExpress der MOB im ursprünglichen Design

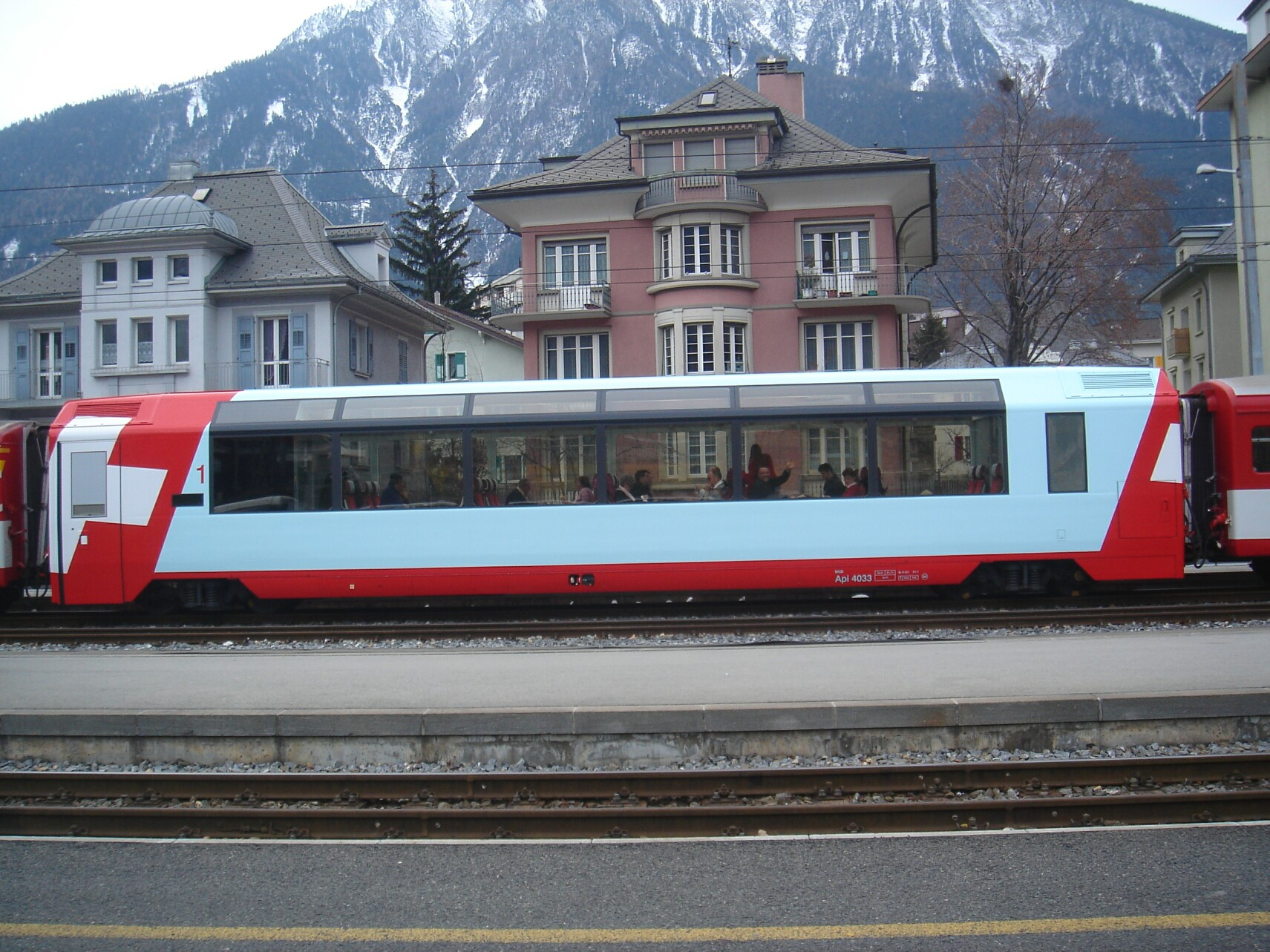
MGB Api 4033 ex BVZ As 2013 im neuen Glacier-Express-Anstrich und ausgerüstet mit rollstuhlgängier Toilette, eingereiht in einen Pendelzug Brig–Zermatt, in Brig, 10. Februar 2007

Nach dem erfolgreichen Einsatz der RJ-Wagen sollte für den Glacier-Express eine grössere Zahl Wagen beschafft werden, die die Bildung einer ganzen Zugskomposition pro Richtung erlaubten. Da auch die MOB weitere Wagen beschaffen wollte und FO sowie MOB dafür öffentliche Gelder beanspruchten, musste die Lieferung ausgeschrieben werden.
1993 lieferte Breda (Pistoia, Italien) insgesamt 18 Panoramawagen auf SIG-90-Drehgestellen. Viele Merkmale wurden von den R+J-Wagen übernommen. Es kamen jedoch von Anfang an aussenbündige Schwenkschiebetüren zum Einbau. Wie beim R+J-Wagen für die FO gibt es sechs Panoramaabteile und nur am einen Wagenende Einstiege. Am anderen Wagenende ist das WC und ein Apparateschrank eingebaut, zudem gibt es eine Ladeluke für das Catering. Der Wagenkasten ist aus Aluminium aufgebaut.
Die AS 4021–4030 für die FO wurden mit geschlossenen Toiletten ausgerüstet. Hingegen hatten die vier BVZ-Wagen AS 2011–2014 Plumpsklos, wurden aber für den Wintereinsatz mit Steuerleitung für Pendelzüge ausgerüstet. Alle sechs Abteile wurden in vis-à-vis-Anordnung mit acht Sitzplätzen bestuhlt und mit einem Tisch versehen, der Sitzteiler beträgt 2050 mm. Der Wagenboden ist durchgehend auf 950 mm über SOK. Die Tara eines Wagens beträgt 18,9 t, das Bruttogewicht 22,5 t (18,9 t + 48 × 75 kg = 22,5 t). Die FO- und BVZ-Wagen wurden gemeinsam im Glacier-Express eingesetzt.
Die MOB beschaffte nur vier Wagen, davon zwei als Steuerwagen Arst 151–152 mit erhöhtem Führerstand und 8 Aussichtsplätzen hinter der Frontscheibe. Der Passagierraum ist als Barwagen mit Längssitzbänken ausgestattet. Die beiden As 153–154 haben wie die FO/BVZ-Wagen 18 Sitzplätze, aber der Wagenboden im Abteil wurde auf 1070 mm erhöht, es hat somit beim Eingang eine leichte Rampe. Auf Tische wurde verzichtet und die Sitze am Wagenende in Reihenbestuhlung angeordnet. Alle vier Wagen wurden mit einer GDe 4/4 in der Mitte als reiner Erstklasszug Crystal Panoramic anstelle des Superpanoramic am Wochenende und im Sommer täglich eingesetzt.
Das Konzept der reinen Erstklasszüge, die neben den Taktzügen eine Trasse – und Personal – benötigten, befriedigte auf die Dauer nicht. So wurden die beiden As im Jahr 2000 zu Bs 251–252 umgezeichnet. Zwei der vier Wagen wurden gewendet, so dass der Steuerwagen immer Seite Zweisimmen steht. Zusammen mit den R+J-Wagen können damit Züge von bis zu sechs Panoramawagen mit einer Ge 4/4 8000 in der Mitte gebildet werden. Seite Montreux befindet sich einer der beiden Ast 116–117. Mit zwei solchen Pendelzügen konnten etwa zwei Drittel der zweistündlich verkehrenden Schnellzüge abgedeckt werden, eine dritte Komposition verkehrte als gezogener Zug mit Panoramawagen. Mit dem Einsatz der 9000er-Triebwagen und dem neuen Fahrplankonzept mit stündlichen PanoramaExpress Montreux–Zweisimmen und zurück änderte sich der Rollmaterialeinsatz stark. Es werden fünf- bis sechsteilige Pendelzüge gebildet mit je einem Triebwagen an jedem Ende oder in der Kombination Triebwagen und Steuerwagen. Seite Montreux sind die ABe 4/4 9301–04 und die Ast 116–117, Seite Zweisimmen die Be 4/4 9201–04 und die Ast 151–152. Dazu kommt in der Regel ein Panoramawagen als Zwischenwagen.
Auch bei den FO/BVZ-Wagen, seit der Fusion MGB, ergaben sich Veränderungen mit der Ablieferung der Stadler-Wagen (siehe unten). Die Wagen 4023–4030 wurden 2006/07 zu Bp umgezeichnet, die neu Ap 4021–4022 und Api 4031–4034 (ex 2011–2014) genannten Wagen erhielten eine neue Bestuhlung mit nur noch 3 Sitzen in einer Reihe, wie es für die 1. Kl. sonst üblich ist. Die Api wurden ausserdem mit einer rollstuhlgängigen Toilette ausgerüstet. Die Platzzahl sank damit auf 36 für die Ap und 30 für die Api. Schliesslich erhalten bzw. erhielten die Wagen ex FO bis Ende 2008 die Steuerleitung für den Wintereinsatz in Pendelzügen Visp–Zermatt.
Die Ap 4022 und Api 4032 wurden bei der Entgleisung in Fiesch am 23. Juli 2010 schwer beschädigt und mussten ausrangiert werden. Als Ersatz wurden ein Ap 4045 und ein Api 4040 bei Stadler bestellt. Der Api 4031 wurde im Oktober 2022 zur Verschrottung abgeführt.

## SWA Typ PA-90

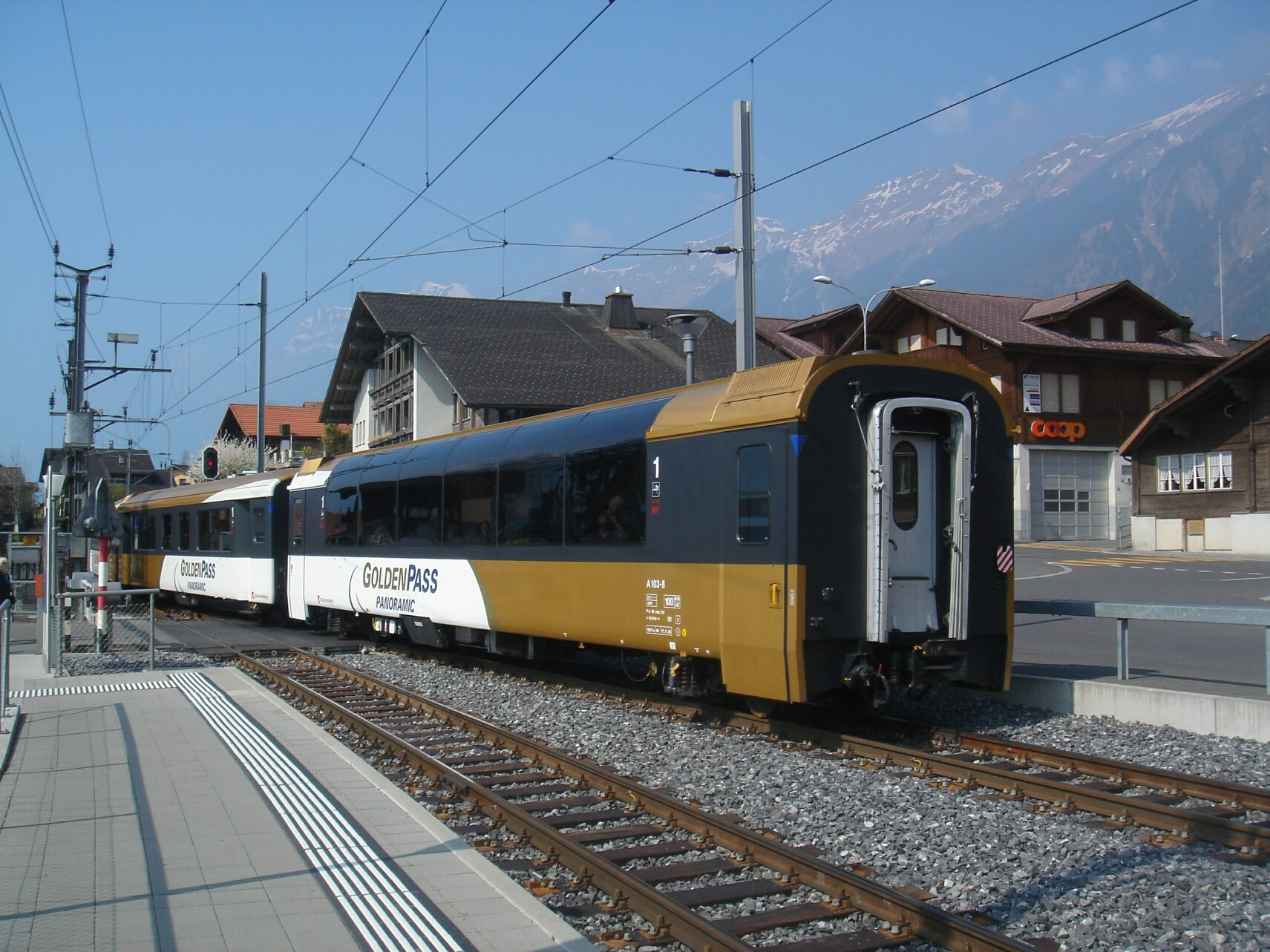
Zentralbahn As 103 im einheitlichen GoldenPass-Anstrich in Brienz

Im Baukastensystem der PA-90 war ein Panoramawagen vorgesehen gewesen, aber es wurden nur zwei Exemplare als A 102-103 für die SBB-Brünigbahn (heute Zentralbahn) bestellt und 1994 geliefert. Auch hier wurde in der 1. Klasse der Sitzteiler 2+2 gewählt. Wie bei den 1991 gelieferten normalspurigen Panoramawagen der SBB sind die Fensterscheiben nicht mehr flach, sondern ohne horizontale Unterteilung in die Dachrundung hinein gewölbt.
Ab Werk trugen die Wagen einen roten Anstrich mit schwarz-weissen Querstreifen auf Fensterhöhe. Später wurden sie (zusammen mit zwei kompletten Zuggarnituren der Brünigbahn) in goldbronze und weiss mit anthrazitgrauem Fensterband und der Aufschrift «Golden Pass Panoramic» umgestaltet; diese Farbgebung wurde gleichermassen bei den Panoramazügen der MOB eingeführt. Seit 2013 sind die beiden Wagen mit der Aufschrift «Luzern-Engelberg-Express» und weiss/rotem Anstrich in die Pendelzüge nach Engelberg eingereiht.

## Panoramawagen Bernina-Express von Stadler

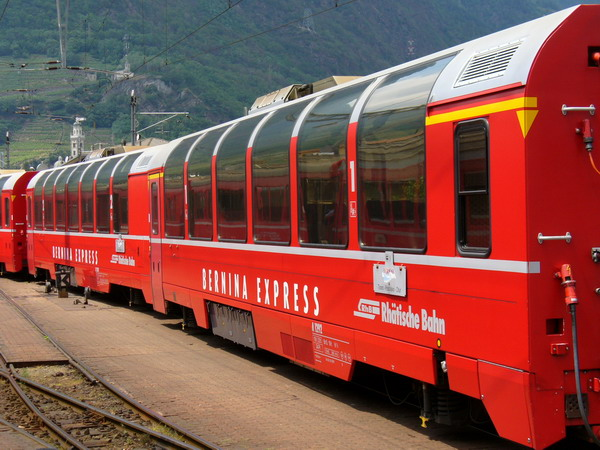
Panoramawagen des Bernina-Express

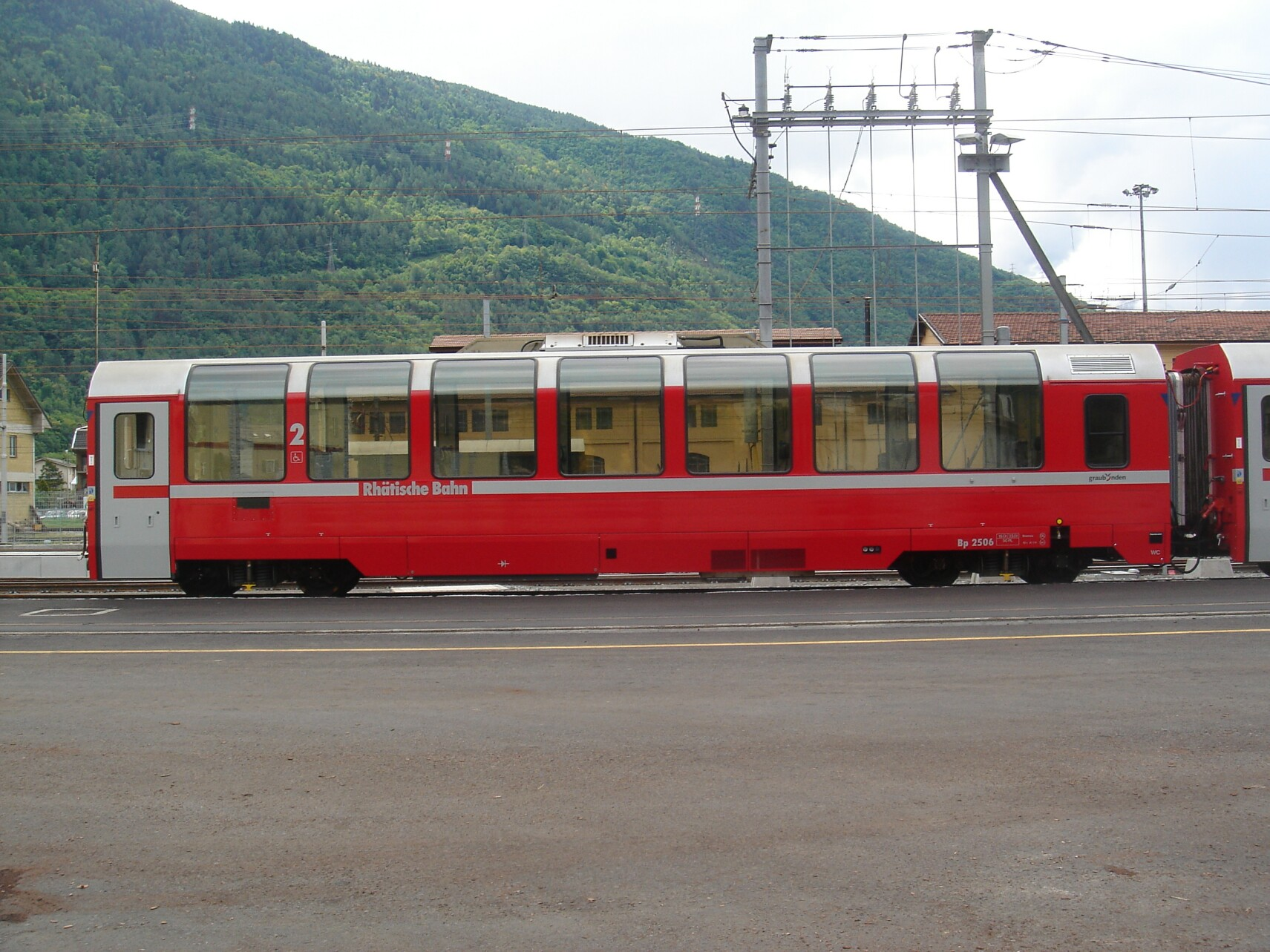
Bp 2506 aus der ersten Serie nach Neuanstrich in Tirano am 5. Mai 2007

Als die Rhätische Bahn sich mit weiteren Fahrzeugbeschaffungen befasste, hatte sich die Wagenindustrie nachhaltig verändert. Ebenso hatten sich die Anforderungen an die Fahrzeuge gewandelt. Auf dem Netz der RhB verkehrten inzwischen die Panoramawagen von FO und BVZ im Glacier-Express. Nun sollte auch für den Bernina-Express (BEX) ein Qualitätsschub erfolgen. Die RhB bestellte acht Niederflur-Steuerwagen für den Verkehr ins Unterengadin und 10 Panoramawagen für den Bernina-Express. Neben den Entwürfen der PA-90-Wagen, die mit der Übernahme des Werks Altenrhein von Schindler zu Stadler gewechselt hatten, griff Stadler auf seine Arbeiten zu den GTW-Steuerwagen zurück. So erhielten alle 18 Fahrzeuge eine gemeinsame Basis. Als Drehgestell wurde jedoch weiter der Typ SIG 90 eingebaut. Wegen des Einsatzes über die Bernina mussten die Wagen verkürzt werden. Gegenüber dem Breda-Wagen mussten 3226 mm eingespart werden. Beim Sitzteiler wurden keine Kompromisse gemacht, er beträgt 2054 mm in der 1. Klasse und 1782 mm in der 2. Klasse (gleiche Masse wie beim PA-90), hingegen wurde – entsprechend der völlig anderen Kundschaft – weitgehend auf Gepäckablagen verzichtet und die Vorräume verkürzt. So konnten dennoch 34 Sitze in der 1. und 46 Sitze in der 2. Klasse untergebracht werden. Erstmals wurden in einem Panoramawagen nur noch drei Sitze nebeneinander in der 1. Klasse angeordnet. Auch hier besteht der Wagenkasten aus Aluminium und ist eine Klimaanlage eingebaut. Zudem wurden die im Jahr 2000 abgelieferten A 1291–1293 und B 2501–2507 mit Steuerleitung für Pendelzüge ausgerüstet; diese wurde aber 2006/07 wieder entfernt. Der B 2501 erhielt ein Serviceabteil für die Minibar und hat demzufolge nur 44 statt 50 Sitzplätze; er wurde in Anpassung an die Nachlieferung zum Bps 2511 umgezeichnet.
Um den Bernina-Express einheitlich mit Panoramawagen ausrüsten zu können und zudem ein Angebot Süd-Nord für italienische Gäste aus dem Raum Mailand nach St. Moritz anbieten zu können, wurden 2006–2007 noch einmal 16 gleiche Wagen (Api 1301–1306, Bps 2512–2515, Bp 2521–2526) beschafft. Diese erhielten nun allerdings luftgefederte Stadler-Drehgestelle und eine vakuumgesteuerte Druckluftbremse, letztere wurde auch bei den bestehenden Wagen nachgerüstet. Zudem wurde im Erstklasswagen eine rollstuhlgängige Toilette eingebaut. Da inzwischen das Rauchen in Schweizer Zügen generell verboten wurde, konnte auch auf eine Trennwand für ein Raucherabteil verzichtet werden, bei den bisherigen Wagen wurde diese entfernt.
Mit den nun 26 Wagen werden vier Züge mit je zwei Wagen 1. und vier Wagen 2. Klasse gebildet, mit denen insgesamt fünf Zugspaare gefahren werden. Seit Inbetriebnahme der Allegras wird der Hauptzug Chur–Tirano und zurück mit sieben Wagen gefahren.

## Panoramawagen Glacier-Express von Stadler

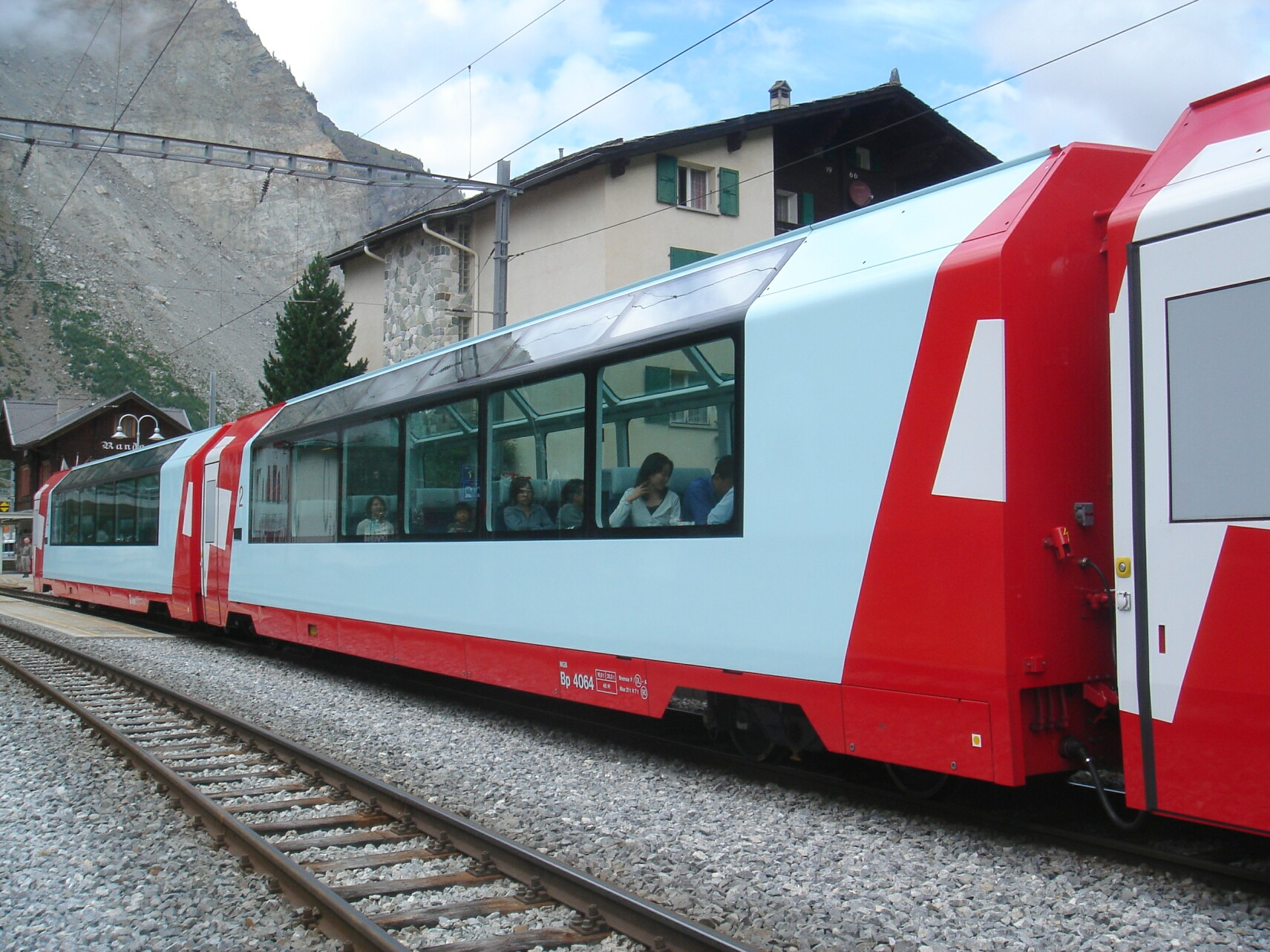
Stadler Panoramawagen Bp 4064 und 4066 am Schluss des Glacier-Express nach Zermatt in Randa, 5. August 2006

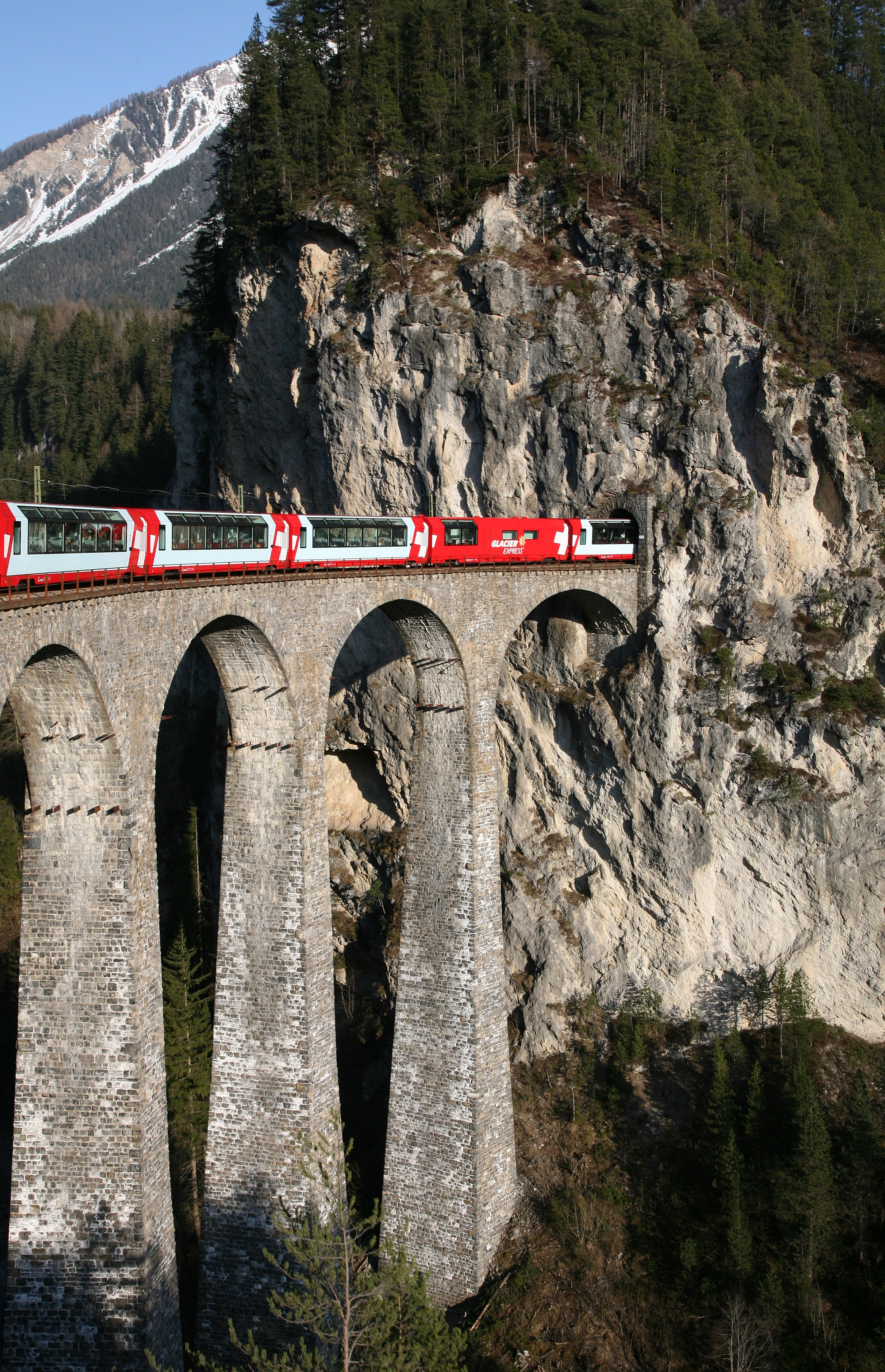
Aktueller Glacier-Express mit Panoramawagen von Stadler

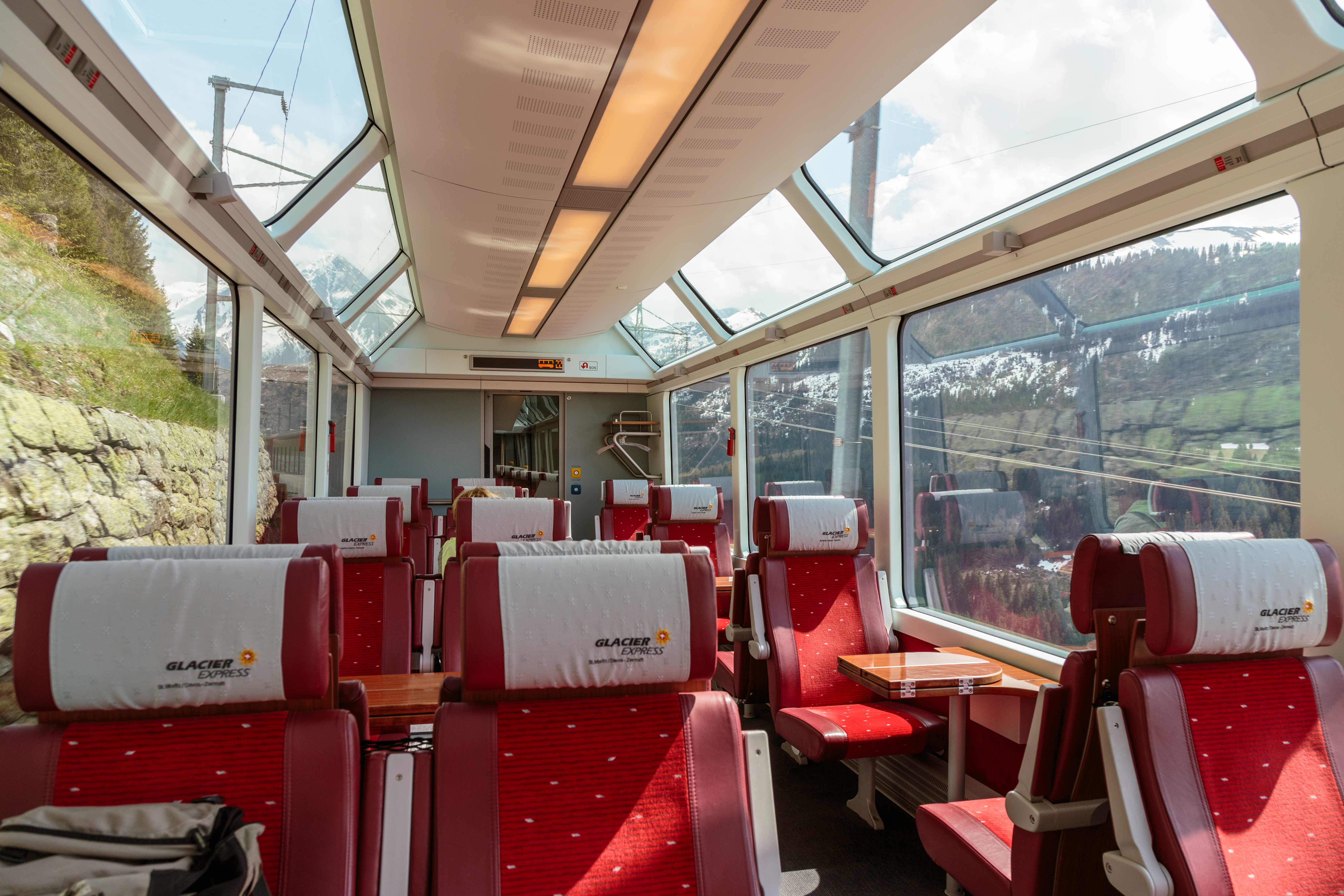
1. Klasse Panorama-Wagen

Für die Neulancierung des Glacier Express
entschlossen sich RhB und MGB, gemeinsam vier ganze Zugskompositionen in Auftrag zu geben. Die Grundkonzeption der Wagen, insbesondere die wichtigsten Masse (Länge über Puffer, Kastenlänge, Drehzapfenabstand, Fussbodenhöhe und Fensteranordnung) wurden von den Breda-Wagen übernommen. Die Gemeinsamkeiten zu den Bernina-Express-Wagen sind beim Wagenkasten gering. Hingegen laufen die Wagen auf denselben luftgefederten Stadler-Drehgestellen wie die zweite Serie der Bernina-Express-Wagen und verfügen über vakuumgesteuerte Druckluftbremsen mit neu entwickelten Steuerventilen. Auf dem Netz der Matterhorn-Gotthard-Bahn (MGB) können die Lokomotiven HGe 4/4 II die Druckluftbremsen der Panoramawagen über die 5-bar-Hauptleitung direkt steuern. Der Sitzabstand ist in beiden Wagenklassen gleich, hingegen sind in der 1. Klasse nur 2+1 Sitze nebeneinander angeordnet; die 2. Klasse hat eine 2+2-Bestuhlung. Die Hälfte der Erstklasswagen erhielt eine rollstuhlgängige Toilette und hat deshalb sechs Sitzplätze weniger. Neu ist, dass in der Mitte ein Küchenwagen läuft und die Gäste das Essen an den Platz serviert erhalten. Die Weg zum Speisewagen (und das Vorhalten der doppelten Anzahl an Sitzplätzen) entfällt damit. Jeder Zug ist aus sechs Wagen zusammengesetzt, und zwar in der Reihenfolge Ap-Api-WRp-Bp-Bp-Bp.
2008 haben RhB und MGB weitere acht Panoramawagen bestellt (zwei Ap, zwei WRp und vier Bp), die auf die Saison 2009 hin abgeliefert wurden. Damit können unter Beizug der Breda-Wagen zwei weitere sechsteilige Kompositionen gebildet werden, während zwei weiterhin fünfteilige Kompositionen auf Teilstrecken mit einem klassischen Speisewagen ergänzt werden. Zwei weitere Wagen mussten beschafft werden, um die in Fiesch verunglückten Breda-Wagen zu ersetzen.
Für das saisonale Angebot Excellence Class ab 2019 werden die Wagen Bp 2538 (RhB) und 4068 (MGB) umgebaut und neu als Aps 1321 und 4046 bezeichnet. Es werden 20 neue Sitze an Zweiertischen sowie eine Bar eingebaut. Am Ende mit Bar entfällt der Faltenbalgübergang, da der Wagen stets an einem Ende der Garnitur gereiht ist.
2013/14 lieferte Stadler vier in weiten Teilen baugleiche Wagen, aber für 760 Millimeter Spurweite, an die Mariazellerbahn. Die Wagen kommen hinter den ebenfalls von Stadler gelieferten neuen Triebzügen zum Einsatz und tragen ebenfalls einen goldenen Anstrich mit der Aufschrift «Die Himmelstreppe». Die Wagen sind als NÖVOG P1 bis P4 bezeichnet.

## Spurwechsel-Panoramawagen Golden-Pass-Express von Stadler

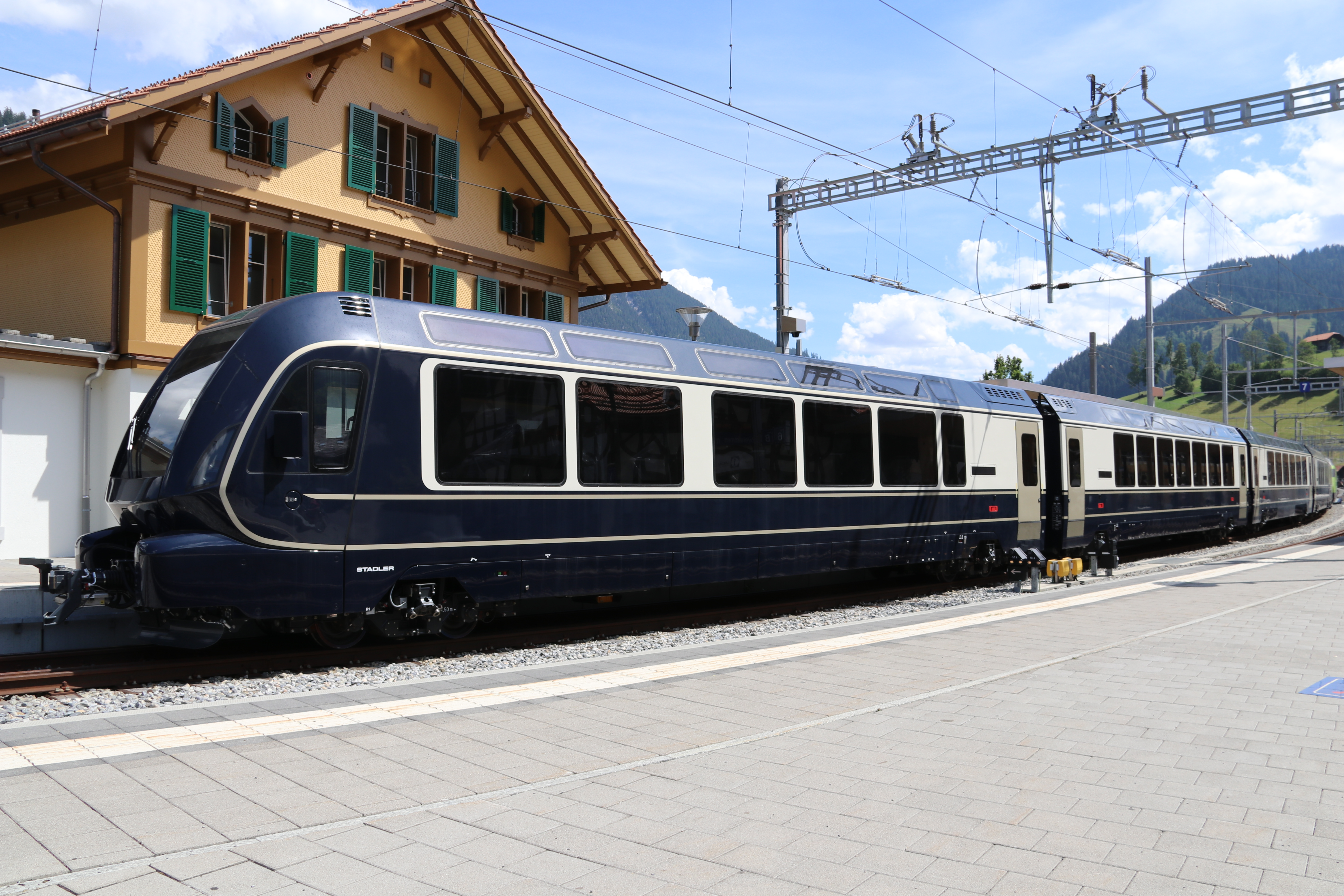
Umspurbarer Panorama-Steuerwagen in Zweisimmen

Für den Golden-Pass-Express zwischen Montreux und Interlaken Ost mit Spurwechsel von Meterspur auf Normalspur in Zweisimmen wurden bis Ende 2020 neunzehn neue Wagen und 2023/24 vier neue Niederflurwagen von Stadler geliefert, die ab Werk mit Spurwechsel-Drehgestellen Typ EV18 von Alstom ausgerüstet sind:
- 4 Steuerwagen Ast 181 bis 184 (9 Plätze VIP, 21 Plätze 1. Klasse)
- 4 Wagen As 191 bis 194 (36 Plätze 1. Klasse)
- 4 Niederflurwagen BsNF 271 bis 274 (43 Plätze 2. Klasse)
- 4 Wagen Bs 281 bis 284 (56 Plätze 2. Klasse)
- 4 Steuerwagen ABst 381 bis 384 (9 Plätze 1. Klasse, 25 Plätze 2. Klasse)
- 3 Interface-Wagen Bsi 291 bis 293 (56 Plätze 2. Klasse)

Die Wagen haben eine Länge über Kupplung von 18 750 mm, einen Drehzapfenabstand von 12 830 mm, eine Breite von 2630 mm und eine Höchstgeschwindigkeit von 100 km/h. Die Höhe beträgt auf Meterspur 3870 mm, auf Normalspur 4020 mm, da die Wagenkästen beim Wechsel auf Normalspur um 185 mm angehoben werden, um an den unterschiedlichen Perronhöhen gleiche Einstiegverhältnisse bieten zu können.
Aus den Wagen werden Fünf-Wagen-Garnituren mit Steuerwagen an beiden Enden gebildet, die auf Meterspur von einer Lokomotive Ge 4/4 8001–8004 gezogen und geschoben werden. Auf Normalspur wird eine Re 465 der BLS zusammen mit einem Interface-Wagen eingesetzt. Diese Wagen sind an einem Ende mit einer Schwab-Kupplung, am anderen Ende mit Schraubenkupplung und Seitenpuffern ausgerüstet. Zwischen dem Interface-Wagen und dem restlichen Zug besteht kein Wagenübergang.

## Umbauten
Die Transports Publics du Chablais (TPC) bauten in eigener Werkstätte und mit Unterstützung durch Bombardier den Bt 61 von 1964 und den B 52 von 1953 (beide erbaut von SIG) zu Aussichtswagen um, indem ein erhöhtes Dach mit Fenstern in der Dachschräge nach Vorbild der R+J-Wagen aufgebaut wurde. Weiter wurde der sehr enge Sitzteiler von nur ca. 1420 mm vergrössert (neu noch fünf statt sechs Fenster). Die Wagen wurden 1997 (Bst 61, ab 2001 Bst 53) und 1999 (Bs 52) in Betrieb gesetzt.

## Übersicht über die Panoramawagen
| Anzahl | Bahn        | Typ   | Inbetriebnahme        | Drehgestelltyp               | Typ und Nummer ursprünglich/heute                   | Plätze (Anordnung) Sitzteiler                      | Bemerkung |
| ------ | ----------- | ----- | --------------------- | ---------------------------- | --------------------------------------------------- | -------------------------------------------------- | --- |
| 1      | MOB         | R+J   | 1976                  | SIG-Torsionsstab             | As 110                                              | 36                                                 | 2023 an Arterail, Lille |
| 3      | MOB         | R+J   | 1979, 82, 83 2000, 03 | SIG-Torsionsstab             | As 111, 112, 114                                    | 36 (2+2) 33 (2+1)                                  | verlängert, ab 2016/17 mit Schwab-Kupplung, 2024 im Einsatz |
| 3      | MOB         | R+J   | 1979, 82, 83 2001, 02 | SIG-Torsionsstab Alstom EV09 | Bs 220, 224, 225 BDs 220, 224, 225                  | 52 43                                              | verlängert, 2023 an Arterail, Lille |
| 1      | MOB         | R+J   | 1979 1987             | SIG-Torsionsstab             | Bs (220), 221 Brs (220), 221                        | 52 42                                              | 2018 Schwab-Kupplung, 2023 an Arterail, Lille |
| 1      | MOB         | R+J   | 1982                  | SIG-Torsionsstab             | Bs 222                                              | 52                                                 | 2023 an Arterail, Lille |
| 1      | MOB         | R+J   | 1982                  | SIG-Torsionsstab             | Brs 223 Bs 223                                      | 48                                                 | 2023 an Arterail, Lille |
| 2      | MOB         | R+J   | 1985, 86              | SIG-Torsionsstab             | Ast 116, 117                                        | 50 36                                              | ab 2020 mit Schwab-Kupplung, 2024 im Einsatz |
| 1      | MOB         | R+J   | 1985 1995             | SIG-Torsionsstab             | Ars 115 Brs 228                                     | 44 42                                              | Dezember 2020 abgebrochen |
| 4      | FO MGB      | R+J   | 1986–1988             | SIG-Schelling                | BS 4211–4214 AS/PS 4011–4014 Bp 4011–4014           | 48 (2+2)                                           | Ug/Dg ex Bi 4222, 28, 27, 26 abgebrochen |
| 2      | MOB         | R+J   | 1989, 90              | SIG-90                       | Bs 226–227                                          | 52                                                 | 2020,201x abgebrochen |
| 2      | MOB         | R+J   | 1993                  | SIG-90                       | As 118, 119                                         | 42                                                 | 2021 abgebrochen |
| 21     | Total       | R+J   |                       |                              |                                                     |                                                    | |
| 2      | SBB ZB      | PA 90 | 1994                  | SIG-90                       | A 102–103                                           | 48 (2+2) 2054 mm                                   | |
| 2      | Total       | PA 90 |                       |                              |                                                     |                                                    | |
| 10     | FO MGB RhB  | Breda | 1993                  | SIG-90                       | AS 4021–4030 Ap 4021, 4022 Bp 4023–4030 Bp 52521–24 | 48 (2+2) 2050 mm 30 (2+1) 2050 mm 48 (2+2) 2050 mm | ab 2007/08 Vielfachsteuerleitung 4022 Unfall Fiesch 2010 4027 & 4028 in Après-Ski-Bar umgebaut 4029 und 4030 seit 2018 wieder als Ap im Einsatz im Regionalverkehr. 52521–24 ex 4023–26, 52524 2018 umgebaut in A-WSp 59101 «InnoTren». |
| 4      | BVZ MGB     | Breda | 1993                  | SIG-90                       | AS 2011–2014 Api 4031–4034                          | 48 (2+2) 2050 mm 30 (2+1) 2050 mm                  | Vielfachsteuerleitung; ab 2006/07 Rollstuhltoilette 4032 Unfall Fiesch 2010, 4031 Abbruch 2022 |
| 2      | MOB         | Breda | 1993                  | SIG-90                       | Arst 151, 152                                       | 35 (3+1 und längs)                                 | Steuerwagen, ab 2020 mit Schwab-Kupplung |
| 2      | MOB         | Breda | 1993                  | SIG-90                       | As 153, 154 Bs 251, 252                             | 48 (2+2) 2050 mm                                   | Vielfachsteuerleitung, ab 2019 mit Schwab-Kupplung |
| 18     | Total       | Breda |                       |                              |                                                     |                                                    | |
| 3      | RhB         | BEX   | 2000                  | SIG-90                       | A 1291–1293 Ap 1291–1293                            | 34 (2+1) 2054 mm                                   | |
| 6      | RhB         | BEX   | 2006–07               | Stadler-SSL                  | Api 1301–1306                                       | 30 (2+1) 2054 mm                                   | Rollstuhltoilette |
| 6      | RhB         | BEX   | 2000                  | SIG-90                       | B 2502–2507 Bp 2502–2507                            | 50 (2+2) 1782 mm                                   | |
| 1      | RhB         | BEX   | 2000                  | SIG-90                       | B 2501 Bps 2511                                     | 44 (2+2) 1782 mm                                   | Serviceabteil Minibar |
| 4      | RhB         | BEX   | 2006–07               | Stadler-SSL                  | Bps 2512–2515                                       | 44 (2+2) 1782 mm                                   | Serviceabteil Minibar |
| 6      | RhB         | BEX   | 2006–07               | Stadler-SSL                  | Bp 2521–2526                                        | 50 (2+2) 1782 mm                                   | |
| 26     | Total       | BEX   |                       |                              |                                                     |                                                    | |
| 5      | RhB MGB     | GEX   | 2006, 11              | Stadler-SSL                  | Api 1311, 1312 Api 4040–4042                        | 30 (2+1) 2050 mm                                   | Rollstuhltoilette |
| 7      | RhB MGB     | GEX   | 2006, 09, 11          | Stadler-SSL                  | Ap 1313–1316 Ap 4043–4045                           | 36 (2+1) 2050 mm                                   | 1316 vorgesehen zum Umbau in Api 1310 |
| 6      | RhB MGB     | GEX   | 2006, 09              | Stadler-SSL                  | WRp 3830–3832 WRp 3833–3835                         |                                                    | Küchenwagen mit Stehbar |
| 16     | RhB MGB     | GEX   | 2006, 09              | Stadler-SSL                  | Bp 2531–2538 Bp 4061–4068                           | 48 (2+2) 2050 mm                                   | 2538 umgebaut in Aps 1321 (2018) 4068 umgebaut in Aps 4046 (2019) |
| 16     | RhB MGB     | GEX   | 2009/2018             | Stadler-SSL                  | Aps 1321 Aps 4046                                   | 20 (1+1) 2050 mm                                   | Excellence Class mit Bar, Wagenübergang Seite Bar verschlossen, Umbau aus Bp 2538 (2018) und Bp 4068 (2019) |
| 34     | Total       | GEX   |                       |                              |                                                     |                                                    | |
| 101    | Gesamttotal |       |                       |                              |                                                     |                                                    | |